# Никопольский краностроительный завод
Никопольский краностроительный завод (укр. Нікопольський кранобудівний завод) — некогда крупнейшее предприятие Украины, специализирующееся на выпуске башенных кранов для промышленного, гражданского и гидротехнического строительства, а также кранов-лесопогрузчиков для складов и кранов-манипуляторов. Находится в г. Никополь.
Основная специализация завода — производство подъёмно-транспортной техники, запчастей к ней, выпуск нестандартного оборудования, строительных металлоконструкций, стального и чугунного литья. Предприятие также занимается ремонтом и восстановлением кранов и старого оборудования, выпущенного заводом.
В советскую эпоху завод являлся самым крупным производителем грузоподъёмного оборудования — ежегодный выпуск составлял 1,5 тысячи единиц техники. Часть продукции шла на экспорт.
Продукция пользовалась повышенным спросом как на Украине, так и за её пределами.

## История

### Довоенная история
История предприятия началась в 1885 году, когда братья Каршевские открыли в г. Никополь кузнечно-слесарную мастерскую, которая вскоре превратилась в небольшой завод по производству сельскохозяйственного инвентаря и машин. К началу XX века это уже было предприятие, включающее механический и литейный цеха, оборудованные передовой техникой.

### Советская эпоха
В годы советской власти завод продолжал строиться и реконструироваться. Одновременно с проведением реконструкции осваивались новые виды продукции: транспортёры, автопогрузчики, портальные краны, подвесные конвейеры и другие изделия. По мере расширения завода усложнялись технологические процессы, развёртывалось производство новых машин.
В первый день начала Великой Отечественной войны работники завода приняли участие в митинге, а в августе 1941 года оборудование предприятия было эвакуировано в Кировскую область — в город Белую Холуницу, расположившись в 45 километрах от ближайшей железнодорожной магистрали. Предприятие сумело с помощью местных наладить выпуск оборонной продукции. В 1943 году среди предприятий тяжёлого машиностроения страны в социалистическом соревновании завод занял первое место. Уже в конце 1944 года завод вернулся в Никополь и вновь вступил в строй.
Начиная с 1950-х годов завод начал осваивать производство мачтовых подъёмников и башенных кранов. Первый опытный образец крана Т-128 грузоподъёмностью от 1,5 до 3 тонны был изготовлен в конце 1950-х годов. В конце 1960-х годов конструкторским бюро был спроектирован кран КБ-674.
С 1970-х годов башенные краны стали основной продукцией предприятия. С 1975 года предприятие принимало участие в советско-польской программе, направленной на создание телескопических подъёмных кранов на специальных шасси автомобильного типа грузоподъёмностью 25, 40, 63 и 100 тонн. В 1979 году заводу было присвоено новое наименование — «Никопольский краностроительный завод».

### Преемники ПО НКЗ. ОАО «Никра» и ПО «Краностроительный завод»
После распада СССР и до середины 1990-х годов завод занимал лидирующие позиции на территории СНГ. В дальнейшем, на площадях бывшего завода появился целый ряд юридических лиц — ЗАО «Литейный завод» (бывший литейный цех завода), ЗАО «Механический завод», ОАО «Никра» («Никопольские краны»), а также созданное в 2001 году ПО «Краностроительный завод». Для возобновления производства кранов «Никра» взяла в АКБ «Технобанк» кредит в размере 1,5 млн грн. Кредит был получен под залог помещений и оборудования. Однако, компания так и не смогла рассчитаться с кредитом и в конце 2003 года была ликвидирована — постановлением Хозяйственного суда Днепропетровской области. Другая компания, ПО «Краностроительный завод», также не смогла наладить производство кранов. В мае 2004 года и она была ликвидирована, несмотря на то, что её задолженность перед кредиторами не превышала 100 тыс. грн.
А в августе 2004 года прокуратурой Днепропетровской области против руководства «Никры» было возбуждено уголовное дело. Расследование установило, что 23 августа 2001 года при получении кредита руководство компании предоставило в банк подложную информацию о налоговом залоге, а 11 ноября того же года, подписало c дочерней компанией договор об уступке прав востребования возврата денежных средств в размере 2610,7 тыс. грн. Последнее повлекло отчуждение уже заложенного имущества и было совершено как в нарушение действующих законов, так и вопреки интересам компании. Ущерб государству от действий должностных лиц ОАО «Никра» составил 500 тыс. грн.

## Современная Украина
После долгих лет простоя, с 2005 года завод возобновил выпуск башенных кранов КБ-308А, КБ-308М, крана-погрузчика КБ-572Б, а также КБ-676. В 2006 году совместно с российским ОАО «Ржевский краностроительный завод» создана компания «Украинско-российский краностроительный завод», на котором было развёрнуто производство полноповоротного самомонтирующегося башенного крана КБМ-401П.

В 2018 году завод возобновил выпуск кранов стреловых КР-308Д, Освоил выпуск уникальной отливки с последующей мех.обработкой и сборкой Вала ячейкового.

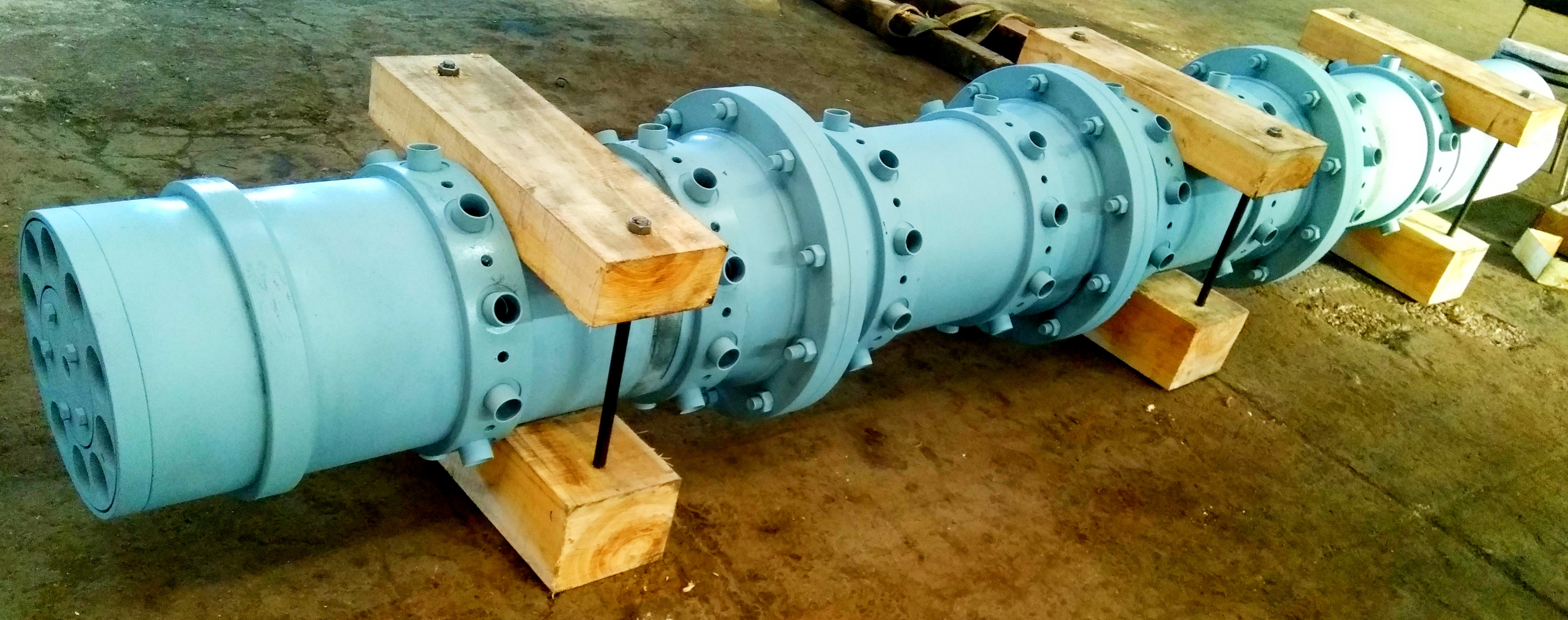
Вал ячейковый. Изготовлен в 2018г. на ООО "НКЗ"

## Деятельность

### Руководство и собственники
Владельцем 98 % акций предприятия является днепропетровская компания «IР-МВ».

### Структурные подразделения
- Цех металлоконструкций
- Механо-сборочный цех
- Сталелитейный цех
- Механообрабатывающее производство с отдельными видами уникального оборудования
- Торговый дом «Никра»
- ЗАО «Машиностроительный завод»
- ЗАО «Литейный завод»
- ЗАО «Энергетик — НКЗ»
- ДП «Ремонтно-механический завод»
- ООО «Торговая фирма „Сервис — НКЗ“»
- ДП «Торговый дом»
- НПО «Краностроительный завод»

В советскую эпоху завод имел собственное конструкторское бюро, занимавшееся проектированием кранов, которые затем выпускались и другими предприятиями. Кроме того, в состав предприятия входили научно-экспериментальная лаборатория и испытательный полигон. Последний был создан совместно с Днепропетровским инженерно-строительным институтом.

### Продукция в разное время
Завод в разное время производил: башенные краны с подъёмной стрелой с индексом «С» С-981, С-981А, С-981Б и его модификации с балочной стрелой типа «КБ» моделей — КБ-308 и КБ-308А; краны-погрузчики типа «КБ» моделей — КБ-572, КБ-572Б; передвижные рельсовые башенные краны 6-й размерной группы с балочной стрелой КБ-674, КБ-676; краны для строительства гидротехнических сооружений «КБГС»-450; стационарные приставные башенные высотные краны с балочной стрелой КБ-573 и КБ-675 с высотой подъёма до 150м.

### Показатели деятельности
По результатам деятельности в 2007 году чистый доход составил 13,35 млн грн, а в 2008 году доход предприятия вырос на 66,3 % до 25,639 млн грн. Чистый доход увеличился на 72,5 % до 23,035 млн грн. Себестоимость реализации продукции выросла на 45 % и составила 18,831 млн грн. Валовая прибыль предприятия увеличилась в 11,3 раза до 4,204 млн грн. В 2010 году доход составил 7,2 млн грн., а прибыль 0,4 млн грн..

### Показатели производства
За двадцать лет предприятием было выпущено:
- более десяти тысяч кранов КБ-306 (С-981).
- более четырёх тысяч — КБ-308.
- около 2300 кранов-лесопогрузчиков башенного типа КБ-572.
- более тысячи КБ-674 и его модификаций (около 13) — кранов для высотного промышленного и гражданского строительства[6].

### Экспорт
- В Советскую эпоху предприятие осуществляло поставки продукции как внутри страны, так и на экспорт. Подъёмные краны поставлялись в Иран, Ирак, Пакистан, Вьетнам, Никарагуа, Аргентину, а также в страны, входившие в социалистический лагерь[14].

## Конфликты и проблемы
В сентябре 2008 года, в результате проверки состояния промышленной безопасности и охраны труда, органами Госгорпромнадзора были запрещены к эксплуатации 9 печей предприятия.

### Банкротство завода
В июле 2009 года ЧАО «НКЗ» вступает в процедуру банкротства. Инициатором этого дела выступал центр «Даор», долги предприятия перед которым превышали 180 тысяч грн. Общая сумма задолженностей завода перед кредиторами на тот момент составляла 0,5 млн грн. Однако, в сентябре следующего года это дело было прекращено.
20 июля 2011 года Хозяйственным судом Днепропетровской области было возбуждено новое дело о банкротстве предприятия — по заявлению днепропетровской ЧП «Анта». Сумма требований к заводу составили 0,7 млн грн. Через полгода, в декабре, ЧП «Анта» ходатайствовало о смене кредитора — на другое ЧП. Также в декабре 2011 года, введена процедура распоряжения имуществом и назначен арбитражный управляющий.

## Интересные факты
- В Советскую эпоху предприятие носило имя В. И. Ленина[19], именовалось Завод Строительных Машин им. Ленина и относилось к структуре Минстройдормаша. Заводская табличка выпущенного заводом крана:  Архивная копия от 28 сентября 2013 на Wayback Machine.